# Trinomys yonenagae
Espèce
Statut de conservation UICN

 EN B1ab(iii) : En danger
Répartition géographique
Trinomys yonenagae est une espèce de mammifères rongeurs de la famille des Echimyidae qui regroupe des rats épineux originaires d'Amérique latine. C'est une espèce en danger (EN).